# Medmassa insignis
Medmassa insignis är en spindelart som först beskrevs av Tord Tamerlan Teodor Thorell 1890.  Medmassa insignis ingår i släktet Medmassa och familjen flinkspindlar. Inga underarter finns listade i Catalogue of Life.